# 戈林 (卡盧什區)
49°0′29″N 24°15′22″E / 49.00806°N 24.25611°E
戈林（烏克蘭語：Голинь），是烏克蘭的村落，位於該國西部伊萬諾-弗蘭科夫斯克州，由卡盧什區負責管轄，始建於1391年，面積19.4平方公里，2020年人口5,300，人口密度每平方公里263.8人。